# 赛涧回族乡
赛涧回族乡是中华人民共和国安徽省阜阳市颍上县下辖的一个民族乡。

## 行政区划
赛涧回族乡下辖以下村级行政区划单位：
八里垛村、周台村、李台村、赛涧村、张楼村和江台村。